# Harristown
Harristown é uma vila localizada no estado americano de Illinois, no Condado de Macon.

## Demografia
Segundo o censo americano de 2000, a sua população era de 1338 habitantes.
Em 2006, foi estimada uma população de 1252, um decréscimo de 86 (-6.4%).

## Geografia
De acordo com o United States Census Bureau tem uma área de
4,8 km², dos quais 4,8 km² cobertos por terra e 0,0 km² cobertos por água. Harristown localiza-se a aproximadamente 210 m acima do nível do mar.

## Localidades na vizinhança
O diagrama seguinte representa as localidades num raio de 16 km ao redor de Harristown.